# Rusty Coathangers for the Doctor
Rusty Coathangers for the Doctor – prawdopodobny tytuł taśmy demo autorstwa nieposiadającej wówczas nazwy awangardowej grupy, która kilka lat później nazwała siebie mianem The Residents. Zarówno ten materiał, jak i trzy późniejsze szpule zespołu (The Ballad of Stuffed Trigger, Baby Sex oraz The Warner Bros. Album) nie zostały nigdy wydane.
W styczniu 2006 roku na jednym ze specjalistycznych forów internetowych pojawił się użytkownik o nicku Cryptic twierdzący, że posiada oryginalne szpule zawierające materiał i proszący o pomoc w ich odrestaurowaniu lub porady dotyczące tego procesu. Wiarygodność tej wiadomości była podważana we wrześniu tego samego roku przez członków The Cryptic Corporation twierdzących, że oryginał taśmy spoczywa w bezpiecznych archiwach zespołu i nigdy nie został powierzony w ręce osób trzecich w związku z czym żadne kopie nie istnieją.  